# Automeris argentifera
Automeris argentifera ("mariposa olho de raposa") é uma espécie de mariposa do gênero Automeris, da família Saturniidae.
Sua ocorrência foi registrada no Peru e Equador.